# Opel Grandland
El Opel Grandland (hasta 2021 Grandland X) es un crossover compacto tipo SUV del segmento C producido por el fabricante alemán Opel desde 2017. Es un cinco plazas con carrocería de cinco puertas.

## Primera generación (2017-2023)

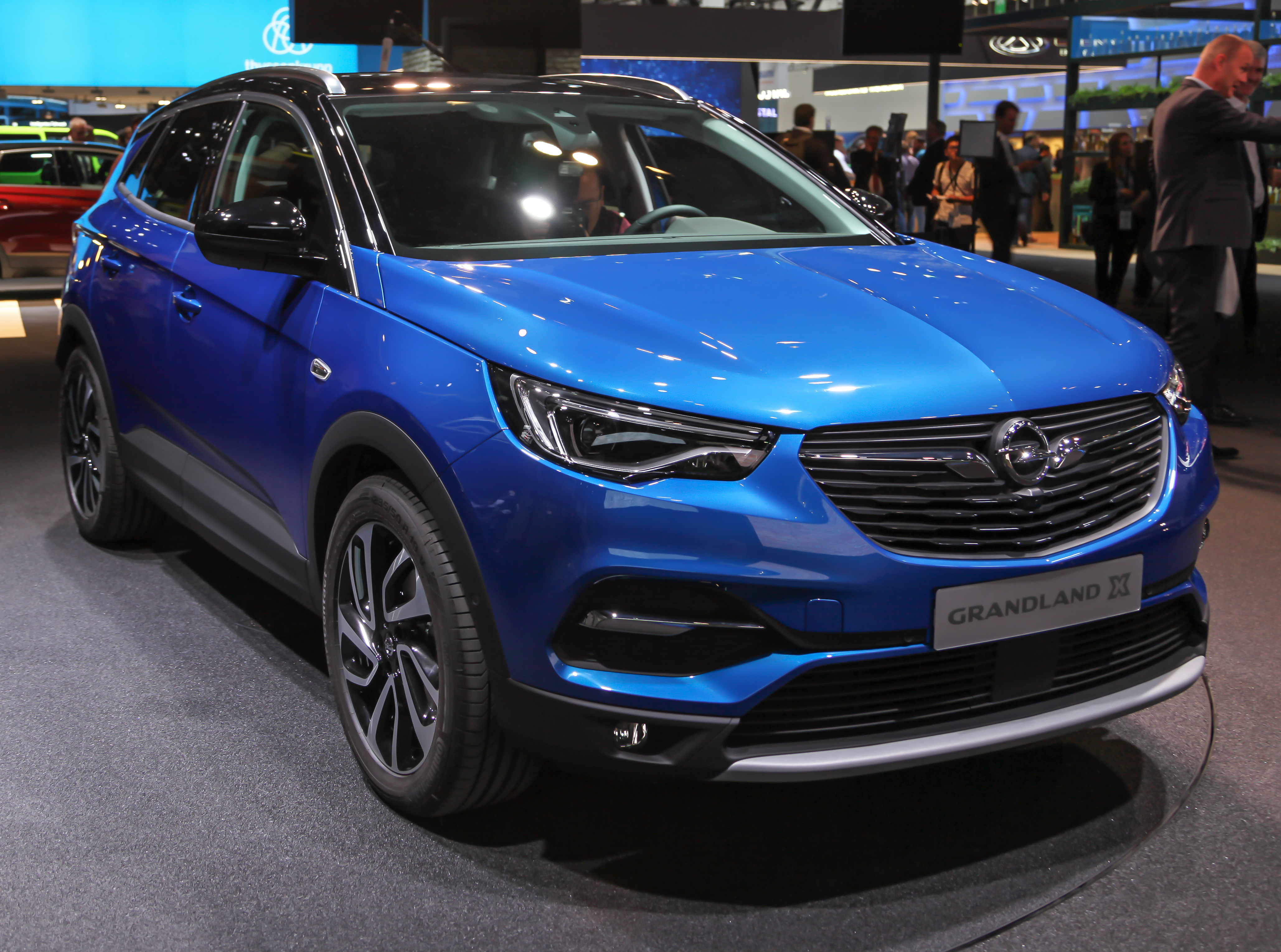
Grandland X en el Salón del Automóvil de Fráncfort de 2017

El modelo se presentó en el Salón del Automóvil de Fráncfort de 2017 y se comenzó a comercializar a fines de ese año.
El único motor de gasolina produce 130 CV (128 HP; 96 kW) de potencia máxima, mientras que las versiones turbodiésel son de 4 cilindros en línea: uno de 1,6 L (98 plg³) con 120 CV (118 HP; 88 kW) y otro de 2 L (122 plg³) con 177 CV (175 HP; 130 kW).
En 2021, el Grandland X  pasó a llamarse "Opel Grandland", eliminando el sufijo "X".

## Segunda generación (2024-presente)

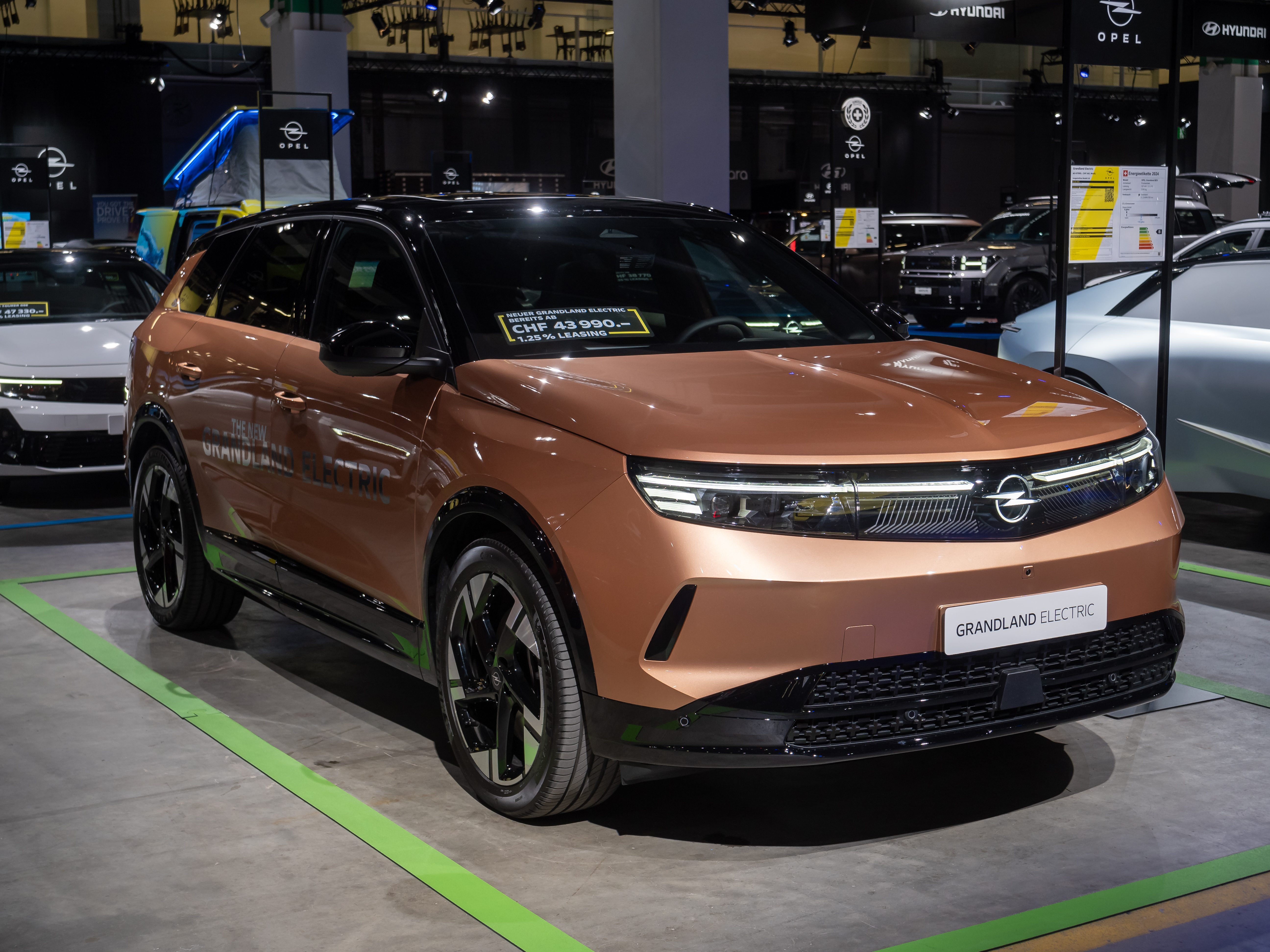
Eléctrico en el Salón del Automóvil de Zúrich de 2024

La segunda generación del Grandland se presentó oficialmente el 22 de abril de 2024 y es el tercer modelo basado en la plataforma STLA Medium de Stellantis. Está disponible en versión eléctrico de batería o híbrido eléctrico.[cita requerida]